# Hilara griseola
Hilara griseola är en tvåvingeart som beskrevs av Zetterstedt 1838. Hilara griseola ingår i släktet Hilara och familjen dansflugor. Arten är reproducerande i Sverige. Inga underarter finns listade i Catalogue of Life.